# アンジェロ・パロンボ
アンジェロ・パロンボ（Angelo Palombo, 1981年9月25日 - ）は、イタリア・フェレンティーノ出身の元サッカー選手。現役時代のポジションはミッドフィールダー。

## 経歴

### クラブ

#### フィオレンティーナ
ACFフィオレンティーナの下部組織で育ち、2002年2月10日のヴェネツィア戦でセリエAデビュー。新人ながら10試合に出場した。シーズン終了後、クラブの破産にともない当時セリエBのUCサンプドリアへ移籍。

#### サンプドリア
2003-04シーズンにワルテル・ノヴェッリーノ監督の下でレギュラーの座を獲得すると、30試合に出場してチームのセリエA復帰に貢献。セルジオ・ヴォルピと共に中盤を支え、翌2004-05シーズンにはチームをセリエAの5位にまで躍進させた。2010-11シーズンにサンプドリアが18位でシーズンを終え、翌シーズンのセリエBへの降格が決まった際には移籍が噂されたが、主将のパロンボは残留を選択した。

#### インテル
2012年1月31日にセリエAのインテルへ買い取りオプション付きでレンタル移籍。背番号は17に決まった。しかし目立った活躍を見せることはできず、シーズン終了後にサンプドリアへ戻ることになった。

#### サンプドリア
2012-13シーズン開幕前は移籍が噂されたが、結局残留した。2016-17シーズン終了後に現役を引退した。

### 代表
2002年よりU-21イタリア代表の一員としてプレーし、2004年のUEFA U-21欧州選手権で優勝、アテネオリンピックでは銅メダルを獲得した。
2006年8月16日のクロアチア戦でイタリアA代表デビュー。
2010年ワールドカップのメンバーに選出されるも出場機会はなく、チームもグループリーグで敗退した。

## 代表歴

### 出場大会
- イタリア代表
  - 2010 FIFAワールドカップ

### 試合数
- 国際Aマッチ 22試合 0得点（2006年-2011年）[6]

| イタリア代表 | 国際Aマッチ | 国際Aマッチ |
| 年           | 出場        | 得点        |
| ------------ | ----------- | ----------- |
| 2006         | 2           | 0           |
| 2007         | 2           | 0           |
| 2008         | 2           | 0           |
| 2009         | 9           | 0           |
| 2010         | 6           | 0           |
| 2011         | 1           | 0           |
| 通算         | 22          | 0           |